# El Trapiche
El Trapiche é um sítio arqueológico de um centro cerimonial do período pré-clássico da Civilização Maia. Está localizado na zona arqueológica de Chalchuapa, em El Salvador.

## História
Há evidências que mostram a imigração de fazendeiros vindos do México, seguindo pelo sudeste da costa do Pacífico. A região onde se localiza o sítio, primeiramente foi habitada pela cultura Tok, entre 1200 a.C. e 900 a.C., onde se praticava somente atividades domésticas. Os sucessores foram a cultura Colos, entre 900 a.C. e 650 a.C., onde houve um aumento nas atividades domésticas e começaram a realizar atividades cerimoniais. Seguiu habitada pela cultura Kal, entre 650 a.C. e 400 a.C; e pela cultura Chul, entre 400 a.C. e 200 a.C. Posteriormente, foi habitada pela cultura Caynac, entre 200 a.C. e 200 d.C., onde se intensificou as construções de estruturas na região. Acredita-se que o abandono do assentamento foi devido a erupção vulcânica, por volta do século V.

## Características
O sítio possui 6 plataformas construídas de terra e entulho, e cobertas por tijolos de adobe. Provavelmente serviam de base para templos feitos de materiais perecíveis.
A estrutura E3-1 é a maior do sítio, começou a ser construída no período pré-clássico médio e foi ampliada no período pré-clássico tardio. Possui 24 metros de altura, e sob sua rampa de acesso foram descobertos 12 depósitos, onde encontraram 32 vasos de cerâmica. Na base da rampa de acesso, há um vestígio de uma estela, onde está esculpido uma figura sentada e inscrições hieroglíficas, datada do período pré-clássico tardio. Ainda na base da rampa, há uma escultura de uma cabeça de jaguar estilizada e vestígios de uma estela simples. Ao sul do E3-1, há duas esculturas em pedra, de cabeça de jaguar estilizada.
Em frente a E3-2, há um vestígio de estela, com o calendário maia 7 baktun. Entre as E3-2 e E3-3, foi construído um altar liso.

## Pesquisas e escavações

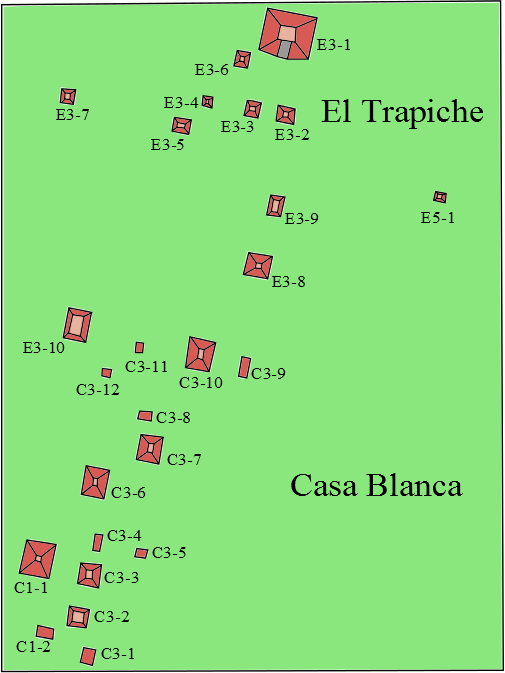
Planta do sítio El Trapiche e Casa Blanca.

O sítio foi descoberto em 1953, por Alfred Kidder, que encontrou cerâmicas na superfície, considerando-os ser do período pré-clássico. No mesmo ano, William Coe fez novas pesquisas no sítio, realizadas pela Universidade da Pensilvânia, e descobriu 8 montes na região. No monte 3, denominado pelos pesquisadores de estrutura E3-3, foram descobertos canais feitos com paredes de barro azul queimado, que continha em seu interior vasos de cerâmicas quebrados, obsidianas e partes de estatuetas. No monte 6, denominado de estrutura E3-6, foi descoberto um piso de abobe suave sobre uma plataforma de adobe e também foi encontrado cerâmicas semelhantes ao monte 3.
Após as pesquisas realizadas entre 1953 e 1954, o Governo de El Salvador confiscou todo o material de pesquisa. Coe salvou alguns artefatos para estudos posteriores, que ficaram guardados no Museu Nacional David J. Guzmán. E em 1966, retornou aos estudos do material salvo, com ajuda de Robert Sharer.
No ano de 1967, Sharer realizou outras escavações no sítio, onde encontrou as primeiras evidências do período pré-clássico precoce, 1200 a.C. e 900 a.C. E no monte 1, denominado de estrutura E3-1, encontraram 4 esculturas de pedra datadas do período pré-clássico tardio. Sobre as esculturas, foi encontrado uma camada de cinzas vulcânicas, relacionada a erupção do vulcão Llopango que ocorreu entre os anos 393 d.C. e 561 d.C.
Entre 1977 e 1978, William Fowler estudou a estrutura E3-7, e descobriu ser um local funerário, construído no período pré-clássico tardio. Foram encontrados restos mortais de 33 pessoas.

Entre 2012 e 2018, o arqueólogo Nobuyuki Ito da Universidade de Nagoya, do Japão, fez um levantamento topográfico total do sítio e levantamentos arquitetônicos. Foram descobertas 2 esculturas com cabeça de jaguar estilizada, vestígios de estela, um altar, estruturas em forma de cone e uma estela com referencia ao calendário maia 7 baktun. Durante esses estudos, encontraram cerâmicas Tok-Colos, Kal, Kal-Chul, Chul, Chul-Caynac, Caynac, Caynac-Vec e Caynac-Vec Tardio, com datação de 1200 a.C. a 400 d.C..